# Freezing Point
Der aus dem Englischen stammende Begriff Freezing Point bezeichnet übersetzt ganz allgemein den Gefrierpunkt von Flüssigkeiten.

## Fachterminologie zu Flugtreibstoffen
Der Freezing Point (FRP; auch Freeze Point) bezeichnet eine Kälteeigenschaft von Jet- und AvGas-Flugtreibstoffen. Er stellt die tiefste Temperatur dar, bei der Treibstoff noch flüssig ist. Bei tieferen Temperaturen kommt es zur Auskristallisation von Paraffinen. Die offizielle deutsche Übersetzung lautet: Gefrierpunkt. Bisweilen wird vom Ausfällpunkt gesprochen.

### Bestimmung
Zur Ermittlung des Freezing Points (siehe auch: ASTM D 2386) wird eine Probe unter definierten Bedingungen abgekühlt, bis sie durch die Bildung von Paraffinkristallen trüb oder wolkig wird (siehe auch: Cloudpoint). Anschließend wird die Probe wieder aufgeheizt. Die Temperatur, an der die Probe wieder klar erscheint, wird als Freezing Point (Gefrierpunkt) bezeichnet. Die Messung wird heutzutage automatisch mit Hilfe von Fotozellen durchgeführt.

### FRP vs. Stockpunkt
Da Flugtreibstoff eine Mischung vieler verschiedener Stoffe ist, lässt sich kein Gefrierpunkt im thermodynamischen Sinne, sondern lediglich ein Gefrier- bzw. Schmelzintervall angeben. Der Freezing Point ist die obere Temperatur dieses Temperaturintervalls (genaugenommen sogar etwas über diesem Intervall). Die untere Temperatur des Intervalls nennt man Stockpunkt. Laut liegt der Stockpunkt ca. 9–12 °C unter dem Freezing Point (siehe dazu auch: Pourpoint). Die unglückliche Begriffsbildung im Englischen und die direkte deutsche Übersetzung könnten den Eindruck entstehen lassen, dass knapp unterhalb des FRP das Kerosin fest wird. Das ist nicht richtig, es werden nur sehr geringe Paraffinmengen fest.

### FRP vs. Cloudpoint
Bei Dieselkraftstoff, Heizöl EL und diversen Marinedieselölsorten nennt man die obere Temperatur des Schmelzintervalls Cloudpoint. Sie wird ähnlich wie der FRP bestimmt (ggf. mit derselben multifunktionellen Apparatur).

### Bedeutung in der Luftfahrt
Der FRP ist neben dem Flammpunkt die wichtigste sicherheitsrelevante Qualität der diversen Jet-Grades. Er gibt an, ab welcher Temperatur Kraftstofffilter bzw. Einspritzdüsen verstopfen können. Piloten sind gehalten, die Kerosintemperatur nie unter FRP+3 Kelvin abfallen zu lassen. Falls sie in diese kritische Situation kommen sollten, müssen sie tiefer oder schneller fliegen. Damit erhöht sich die Luftreibung an der Außenhaut, die so erzeugte Wärme hebt die Temperatur an.
Den FRP verbessernde Zusätze (Additive) sind in den Jet-Sorten nicht zugelassen.